# 大圍村 (元朗區)

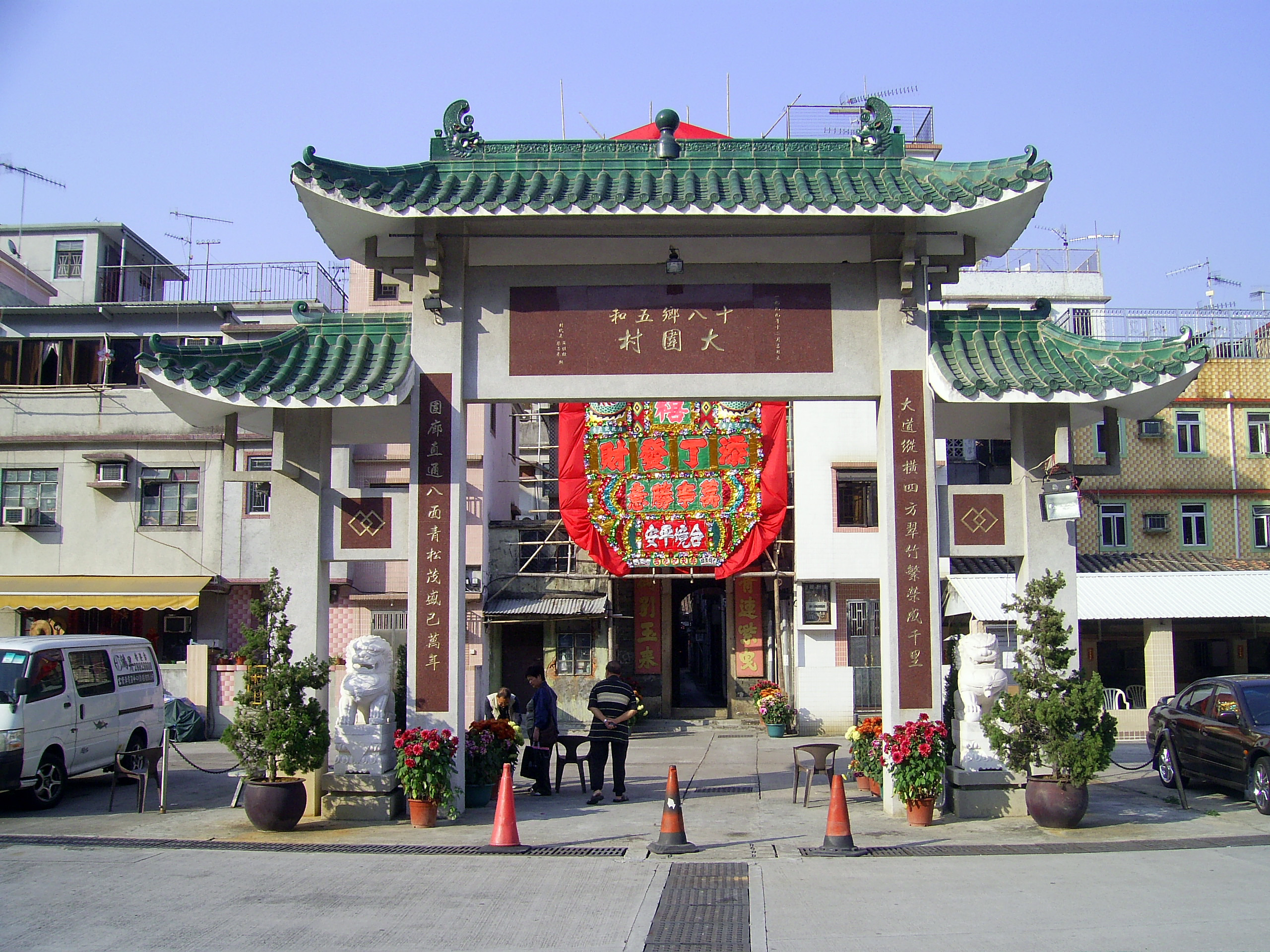
大圍村的牌坊及圍門

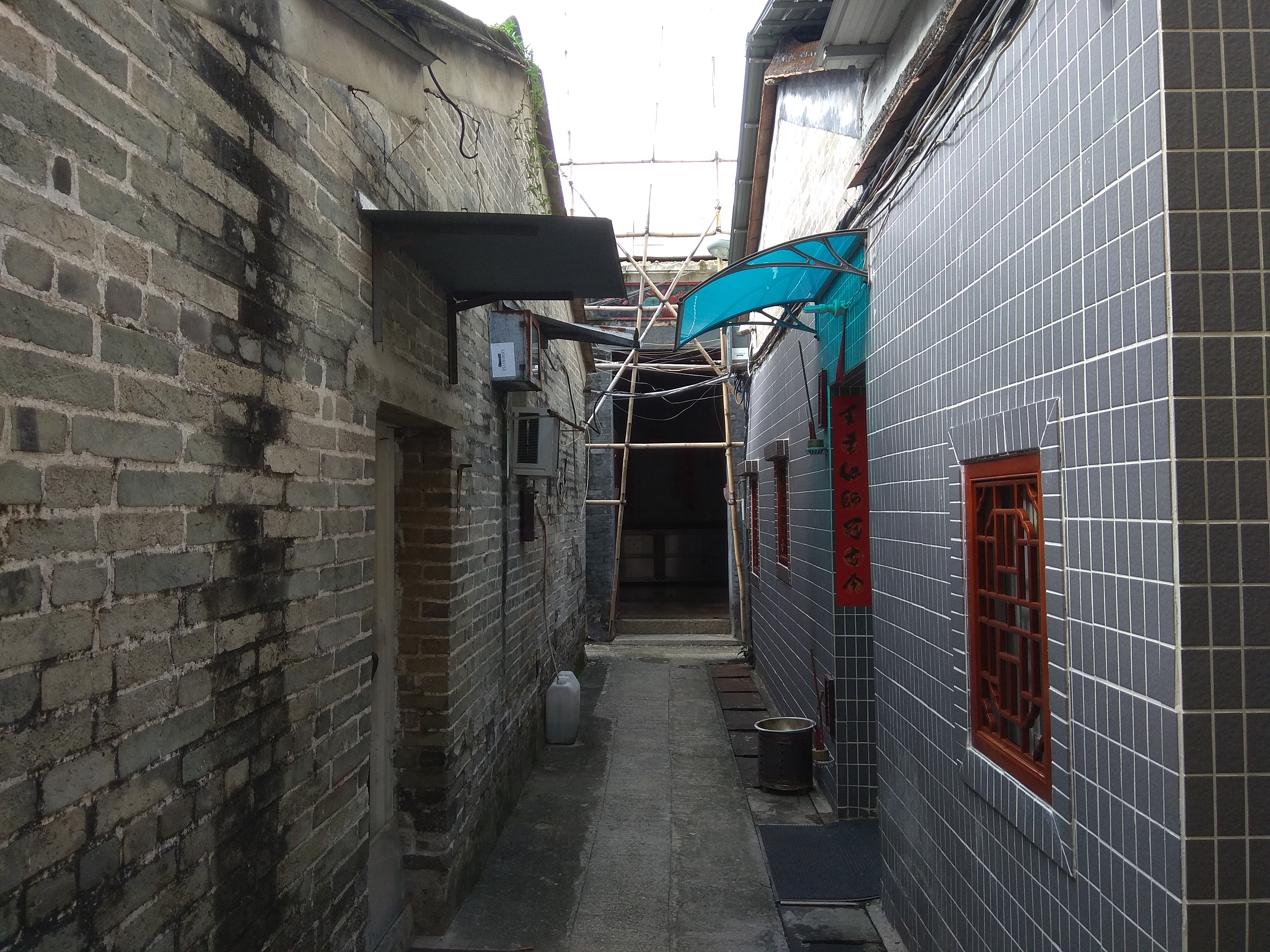
大圍村中軸及村內神祠

大圍村（英語：Tai Wai Tsuen）是一個位於香港元朗區元朗舊墟一帶的圍村。

## 歷史
大圍村由黃姓及蔡姓宗族於約16世紀初創建。
大圍村是東頭約（或稱「七村聯席會議」）的一員，而東頭約是由該村與南邊圍、東頭村、蔡屋村、英龍圍、山貝村及黃屋村組成
。黃屋村內的二聖宮亦為東頭約七村的村廟。
此外，大圍村與東頭村、蔡屋村、英龍圍及黃屋村，合稱「五和」；現有之「五和路」、已結束之「五和公立學校」，乃因此命名。蔡屋村亦曾有名為「五和車」的鄉村車服務(約於二十年紀90年代中停辦)，接載五村村民往返元朗泰衡街。

## 公共交通
港鐵
- █  屯馬綫：元朗站 J出口
- █  輕鐵
  -  █  610、 █  614、 █  615、 █  761P：元朗站

- 巴士站

(往錦田/上水/大埔/港九方向)﹕
形點II [位於朗日路]、元朗站(北)公共交通交匯處、形點I [位於形點交通總匯]
(往元朗西/天水圍/屯門方向)﹕
形點I [位於青山公路(元朗段)近 YOHO Midtown 或 十八鄉鄉事委員會]
(往流浮山/深圳灣方向)﹕
元朗站(北)公共交通交匯處

## 外部連結
- 居民代表選舉大圍（十八鄉）的劃定現有鄉村範圍（2019至2022年） （页面存档备份，存于）
- 大圍村圍門相關圖片 （页面存档备份，存于）

22°26′49″N 114°02′16″E / 22.447055°N 114.03767°E